# Der Ringfinger
Der Ringfinger ist eine Erzählung der japanischen Autorin Yōko Ogawa (jap. 小川 洋子, Ogawa Yōko), die 1994 im Verlag Schinchō-sha in Tokio erschien. Die Erzählung erschien 2002 in deutscher Übersetzung im Verlag Liebeskind.
2005 wurde die Erzählung von der französischen Filmemacherin Diane Bertrand mit den Hauptdarstellern Olga Kurylenko und Marc Barbé verfilmt.

## Handelnde Personen
- 21-jährige Ich-Erzählerin ohne Namen – ursprünglich Arbeiterin in einer Fabrik für Erfrischungsgetränke in einem kleinen Küstenort, bevor sie Angestellte in Herrn Deshimarus Labor wird
- Herr Deshimaru – Präparator im Labor
- alte Dame auf Zimmer 309 – ehemalige Pianistin
- alte Dame auf Zimmer 223 – ehemalige Telefonistin und enthusiastische Handarbeiterin
- junge, konservativ gekleidete Kundin – lässt zuerst drei Pilze und dann ihre Brandnarbe präparieren
- alter Schuhputzer – lässt die Knochen seines Javafinken präparieren

## Inhalt
Die Erzählung setzt ein, als die 21-jährige anonyme Ich-Erzählerin seit einem Jahr im Labor von Herrn Deshimaru arbeitet. Ihre „Aufgaben sind klar getrennt. Herr Deshimaru ist der Experte für das Präparieren der Gegenstände, während [sie sich] um die Kunden kümmer[t], die Ablage mach[t] und andere anfallende Arbeiten erledig[t]“. Zuvor arbeitete sie in einem kleinen Küstenort in einer Fabrik für Limonade, bis sie sich eines Tages ihren Ringfinger in einklemmte und ihre blutige Fingerkuppe in die Limonade flog. So sehr sie sich auch bemühte, gelang es ihr nicht, die Erinnerung daran hinter sich zu lassen, so dass sie bald darauf in die Stadt zog. Zufällig stieß sie dort auf Herrn Deshimarus Anzeige für eine Bürokraft und nach einem kurzen Vorstellungsgespräch bekam sie die Stelle als einzige Angestellte in seinem rätselhaften Labor für Präparate.
Im Laufe der Erzählung nimmt die Ich-Erzählerin immer wieder Gegenstände von Kunden an, die Herr Deshimaru präpariert und im Gebäude verwahrt. Zudem entwickeln die Ich-Erzählerin und Herr Deshimaru eine sexuelle Beziehung, in der er immer mehr von ihr Besitz ergreift. Er schenkt ihr ein paar teure Lederschuhe, die ihr wie angegossen passen. Einer der Kunden des Labors, ein Schuhputzer, der die Knochen seines Javafinken präparieren lassen möchte, warnt die Ich-Erzählerin jedoch, dass die Schuhe die Macht über ihre Füße übernehmen würden und sie diese deshalb nur selten tragen solle. Sie lernt auch die zwei anderen Bewohnerinnen des Gebäudes kennen, zwei alte Damen, die in je einem Zimmer wohnen und gelegentlich Kontakt zu der Ich-Erzählerin und Herrn Deshimaru haben. Die alte Dame aus Zimmer 223 erzählt der Ich-Erzählerin, dass alle der Angestellten, die bisher für Herrn Deshimaru arbeiteten, sich in Luft aufgelöst hätten, genau wie die letzte Angestellte, die im Keller verschwunden sei.
Zu den Präparaten, die im Labor verstaut werden, gehören z. B. die Musik einer Partitur, die dreißigjährige Kundin vorbeibringt. Eine besondere Kundin ist eine junge Frau mit einer blassen Brandnarbe auf ihrer Wange, die drei kleine Pilze präparieren lässt, die sie im niedergebrannten Haus findet, wo ihre Familien verstarb. Diese Kundin taucht später erneut auf, um ihre Brandnarbe präparieren zu lassen und verschwindet dann spurlos im Labor von Herrn Deshimaru. Den Zutritt zum Labor verweigert Herr Deshimaru der Ich-Erzählerin.
Nach dem Tod der Dame auf Zimmer 330 lässt sich die Ich-Erzählerin ihre Schuhe von dem Schuhputzer, der die Javafinkenknochen verbeibrachte, reinigen. Er informiert sie, dass ihre Schuhe ihre Füße niemals wieder freigeben werden und schlägt ihr vor, die Schuhe präparieren zu lassen. Sie antwortet ihm jedoch, dass sie nicht frei sein wolle und stattdessen mit ihren Schuhen im Labor eingeschlossen werden wolle. Zurück im Labor füllt sie die nötigen Unterlagen für ein Präparat aus und klopft anschließend an die Tür zum Labor.

## Rezeption
„Dem Leser dieser Erzählung geht es wie dem Beobachter einer Fliege im Schaukasten mit fleischfressenden Pflanzen in einem botanischen Garten. Wir sehen die Fliege, deren Schicksal vorgezeichnet ist, um die Blüte schwirren, sie einkreisen, außen an ihr herumwandern und sich der verschlingenden Öffnung ein paarmal scheinbar absichtslos nähern, bis sie schließlich, schwups, im Abgrund verschwindet. Dann sehen wir sie durch die halbtransparente Pflanzenhaut hindurch in der giftigen Flüssigkeit am Boden des Kelchs noch ein wenig zappeln. Allerdings hat Yôko Ogawa die Perspektive der Fliege gewählt.“

„Yoko Ogawa erzählt nackt, unbewegt, mit einer Kunstlosigkeit, deren Kunst verblüffend ist. Und je nackter die Sätze und innerlich regungsloser die Figuren, desto dramatischer die Wirkung. Ohne psychologische Erklärungen, abgeschirmt gegen das heutige Übermaß lauter und bunter Sinneseindrücke, reduziert sie ihre Geschichten auf die Beziehung zweier Menschen: immer einer jungen Frau, die sich in die Abhängigkeit eines älteren, erfahrenen Mannes begibt. Das ist eigentlich alles. Die Männer sind beinahe göttlich, numinos. Deshimaru umgibt am Anfang sogar eine Glorie. Die Frauen dagegen hatten noch gar kein Leben.“

## Buchausgaben
- Yōko Ogawa: Der Ringfinger. Übersetzt von Ursula Gräfe und Kimiko Nakayama-Ziegler. Liebeskind Verlag, München 2002, ISBN 3-935890-07-9.

## Verfilmungen
- L'annulaire, Frankreich 2005